# Яровий Анатолій Ростиславович
Анатолій Яровий (нар. 1 квітня 1982, Рівне) — український юрист, адвокат, правозахисник, фахівець у сфері кримінального права. Партнер юридичної компанії «Collegium of International Lawyers».

## Освіта
У 1999 році закінчив Рівненський обласний ліцей-інтернат. У 2004 році здобув вищу юридичну освіту у Львівському національному університеті імені Івана Франка. У 2013 році проходив навчання в Центрі з прав людини та міжнародної юстиції при Стенфордському університеті (США).

## Кар'єра
З червня 2004 по жовтень 2010 року працював у прокуратурі міста Рівне та прокуратурі Київської області. У 2006 році проходив стажування з кримінальної юстиції у Гаазі, де ознайомлювався з діяльністю Міжнародного суду ООН, Міжнародного трибуналу щодо колишньої Югославії та Європейського суду з прав людини. У період з вересня 2009 по січень 2011 року обіймав посаду доцента кафедри кримінального права і кримінології в Національній академії прокуратури України.
З жовтня 2010 року почав адвокатську діяльність у складі адвокатського об'єднання «Александров і Партнери». У 2011—2013 роках працював юристом у приватних компаніях — ТОВ «Бі Сі Томс» та ТОВ «Лендком ЮА». З листопада 2012 по березень 2017 року здійснював індивідуальну адвокатську практику. У 2017 році працював адвокатом у юридичній фірмі «Василь Кісіль і Партнери». У цьому ж році проходив стажування в Європейському суді з прав людини. З жовтня 2018 року є партнером юридичної компанії «Collegium of International Lawyers».
Анатолій Яровий брав участь у низці резонансних справ. Зокрема, він захищав колишнього заступника Міністра фінансів України у справі щодо нецільового використання коштів Кіотського протоколу, а також представляв інтереси клієнтів у справі щодо закупівлі реанімобілів, що пов'язана з діяльністю уряду Юлії Тимошенко.
Був одним з ініціаторів оскарження дій влади щодо обмеження конституційних прав громадян при впровадженні «карантинних заходів» у 2020 році.
Пан Яровий є одним з авторів науково-практичного коментаря до Кримінального процесуального кодексу України.
Також Анатолій Яровий у 2012 році представляв іноземного інвестора Alpcot Agro у справі рейдерського захоплення, що дозволило повернути активи вартістю близько 10 мільйонів доларів США.
У 2020 році Яровий здійснював захист у справах, які розслідувались НАБУ, зокрема щодо ПАТ «Укрзалізниця» та НАЕК «Енергоатом». Брав участь у справах щодо масових вбивств під час подій Революції Гідності, представляючи інтереси потерпілих у справах про розстріли активістів «Небесної Сотні».
У 2021 році був одним з кандидатів на посаду судді до Європейського суду з прав людини від України.
Анатолій є автором численних публікацій, у тому числі — на Українській Правді, щодо судової та реформи правоохоронних органів. В статтях також висвітлюються гострі соціально-політичні питання суспільства під призмою прав людини та верховенства права.
Є членом Асоціації правників України, Міжнародної асоціації адвокатів (International Bar Association) та громадської організації працівників Інтерполу.